# Eosentomon pusillum
Eosentomon pusillum är en urinsektsart som beskrevs av Ewing 1940. Eosentomon pusillum ingår i släktet Eosentomon och familjen trakétrevfotingar. Inga underarter finns listade i Catalogue of Life.